# Éteigneur de lune

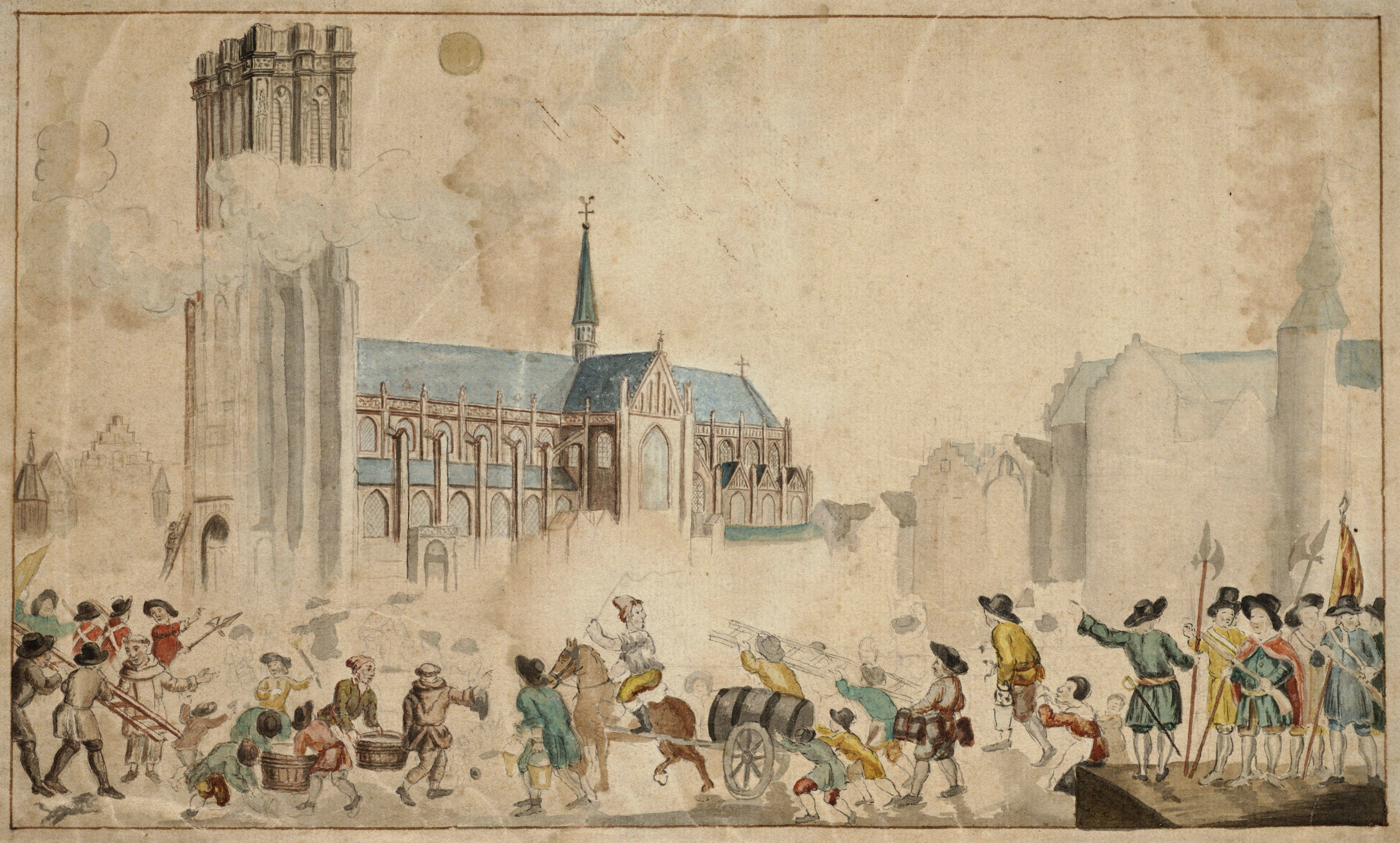
Aquarelle représentant les Malinois tentant d'éteindre un feu fictif à la cathédrale.

Un éteigneur de lune (Maneblusser en néerlandais) est le sobriquet donné aux habitants de Malines, qui renvoie à un événement historique du XVIIe siècle.

## Origine
Dans la nuit du 27 au 28 janvier 1687, un homme sortant d'un cabaret pense voir la cathédrale Saint-Rombaut en flammes et sonne l'alerte. Les habitants sortent alors pour éteindre l'incendie en relayant des seaux d'eau jusqu'en haut de la tour, mais il ne s'agit en fait sur la cathédrale que des reflets orangés de la pleine lune dans le brouillard,. Cette histoire est rapidement ébruitée dans la région et le surnom d'éteigneurs de lune est attribué aux Malinois,.
Pour la même raison ou à peu près, le même surnom est donné aux habitants de Middelbourg[réf. nécessaire].